# 閩文化
閩文化，又稱福建文化、閩海文化、閩越文化、闽地文化和八闽文化，是指武夷山以東福建一帶的獨特地域文化。
狹義的閩文化特指漢族閩民系的地域文化（包括閩都文化、莆仙文化、閩南文化、閩北文化等），廣義的閩文化還包括福建一帶境內的客家文化和畲族文化。福建先民遺址的出土材料証明，閩文化為原生文化。基於獨特之地理環境和歷史條件，閩文化以農業文化和海洋文化為根基，在其發展過程中不斷吸取和融匯海外文化，逐漸形成自身獨有之特點。大概分為曲藝、建築、美術、飲食四類。
由于山岭阻隔，福建的文化，特别是語言极其多样化。福建的語言众多，其中以閩語中的沿海閩語和沿山閩語为代表。来自不同語言區的人往往需要透过中介語言才能进行交流，在如今，普通話成為最常用的中介語言。

## 语言
福建以其高度多元的文化著称。这里长期居住着汉、畲两个主要民族，在福建汉族内部还分化为许多族群，每个族群都有自己独特的语言和文化。
福建的畲族多使用畲话（又稱山哈話，與客家話相近）。在经历了同汉族人长期的共存和交流之后，大多數福建畲民的母語由非漢語的畲语轉化為與客家話相近的畲话（即山哈話），僅保留一些畬語詞彙。福建的畬族人都能说当地汉族所使用的閩語或客家話。現在仍在使用畲语的畬族人口多集中在廣東。
福建汉族主要由閩民系和客家民系组成，此外在西北部与江西交界的地区居住着以赣语为母语的人口，在東北部與浙江相鄰的地區居住著少量以吳語為母語的人口，省會城市福州長樂區一帶有少量以北京官話為母語的人口。

#### 闽语
闽语通常分为六片：闽东片、莆仙片、闽南片、闽中片、闽北片、邵将片。
- 闽东片：在福建境内主要分布于福州和宁德两地市，分为南北两片。南片以福州话为代表，分布在福州十邑地区、即：鼓樓、臺江、倉山、晉安、馬尾、長樂、閩侯、永泰、閩清、羅源、連江、福清、平潭、古田、屏南等十五个地方；北片以福安话为代表，分布于福安、福鼎、霞浦、寿宁、周宁、宁德、柘荣。此外，尤溪縣和南平東部地區方言亦屬於該區南片。这一片所在的地区在南朝時屬晉安郡範圍，相當於後世的福州府，故闽语闽东片又称晉安方言。海外方面广泛分布于东南亚、欧美、日本。

- 莆仙片：分布于莆田、仙游、福州市的福清南部、永泰部分地区， 以及泉州泉港的部分地区，以莆田话为代表。

- 闽南片：在福建境内主要分布于南部的泉州、漳州、厦门，以及龙岩和漳平兩縣市。海外方面广泛分布于台湾和东南亚各国。

- 闽中片：主要分布在福建中东部的三明、永安、沙县等地区，現在以永安话为代表（舊以沙縣為代表），使用人口约35万，是闽语中使用人数最少，适用范围最窄的一种地方语言。

- 闽北片：主要分布于福建北部的南平地区武夷山、建瓯、建阳、政和、松溪、顺昌等，以建瓯话为代表。

- 邵将片：分布于福建西北部南平的光澤、邵武、順昌、三明的將樂、明溪，以將樂話为代表。

#### 客家話
客家話主要分布于西部和南部的龙岩、漳州等地区。
漳州客話：福建漳州的詔安、南靖、平和、雲霄、华安等縣。
汀州客話：龙岩的长汀、武平、上杭、永定、连城和三明的宁化、清流、明溪等縣。

#### 赣语
赣语主要分布于福建西北部的建宁、泰宁乃至邵武等地区。

#### 吴语
吴语主要分布于福建北部的浦城等地区。

#### 官话
官话主要以方言岛的形式分布于福建各地，如長樂旗下話、南平话等。

#### 军话
军话主要以方言岛的形式分布于福建各地，如武平軍話（中山军话）等。

#### 畲话
畲话主要由福建各地的畲族居民使用。

## 宗教
福建有佛教、道教、伊斯兰教、天主教、基督新教五大宗教和众多本土民间信仰，天主教和基督教登记教徒约为112万人，除此外还有大量未登记在籍的信徒。佛教和妈祖，清水祖师等信仰人群占多数，佛教寺庙数量和僧尼人数居全国首位；国务院首批汉族地区佛教全国重点寺院有14座，占全国总数约10%。此外有三所宗教学校：福建佛学院、福建神学院、闽南佛学院。
福建本土民间信仰活动场所众多约2万多座；信徒众多、影像深远、所供奉神灵庞杂、海外联系密切、为国内之最；最有影响的三大民间信仰为：妈祖、临水夫人、保生大帝。

#### 佛教
早在西晉晉武帝太康三年（282年）福建即有了紹因寺；唐代以來，福建高僧輩出，有三坪祖師、扣冰祖師、定光祖師、顯應祖師、慚愧祖師等諸祖師大德，最有名的是安溪縣的大善知識——後來被奉為神明的清水祖師。目前全省有寺、庵、廟、堂等2000多座，僧、尼約7000人。

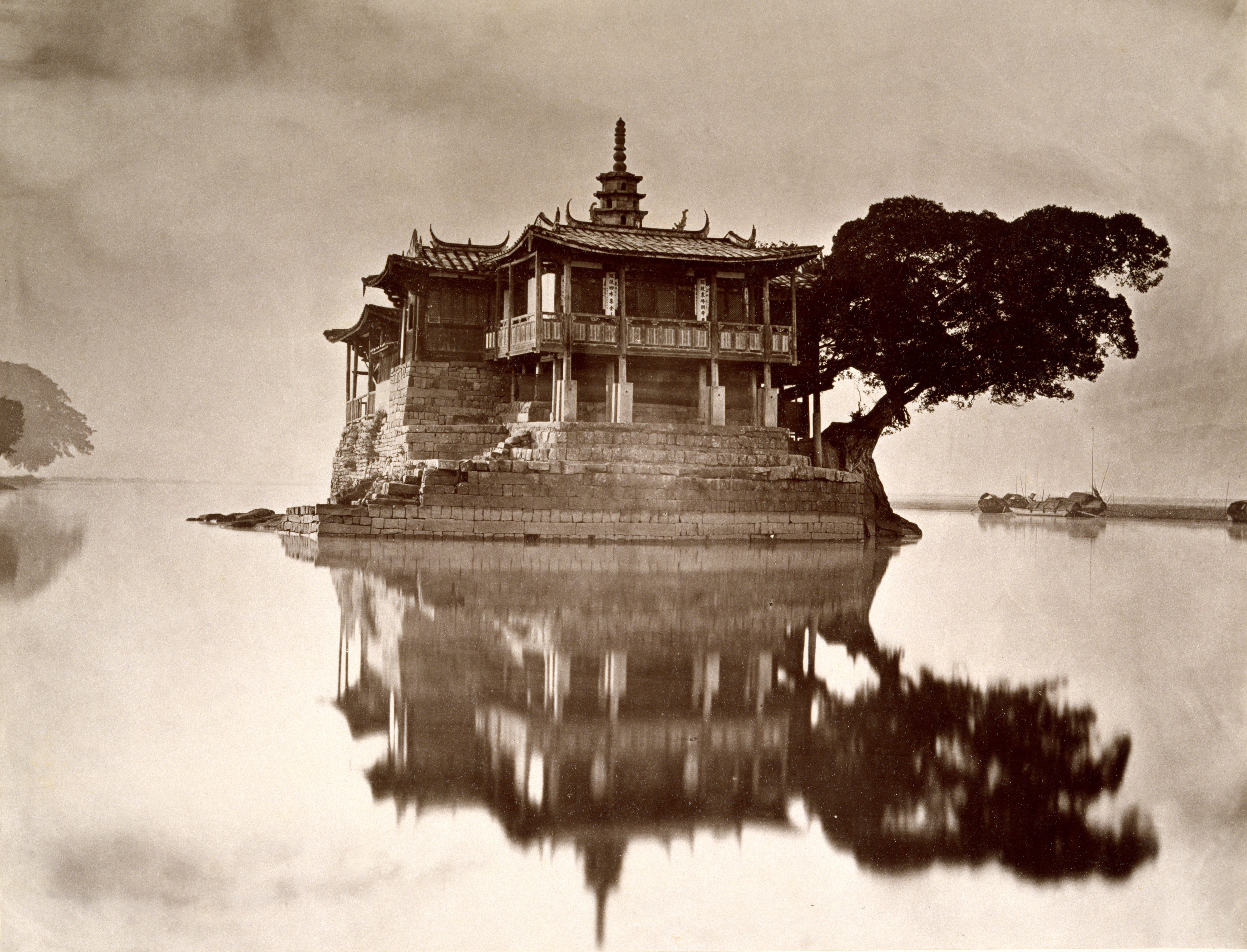
福州闽江金山寺，约翰·汤姆森摄于1871年

#### 新教
新教在1842年传入福建，美国归正会在厦门设立的新街堂，被称为中国第一教堂。有近40个县市有基督新教教堂近300座。著名教堂有建阳天福堂（福建最大的基督教堂）、莆田堂、福州花巷堂、天安堂、中洲堂、苍霞堂、铺前堂、福清福华堂、西大堂、厦门三一堂、竹树堂、泉州泉南堂等。在正式登记的教堂里聚会的基督新教徒有68万人，其中福州市在籍信徒人数超过20万人，莆田市、泉州市和福州下属的福清市在籍信徒约有10万。

#### 天主教
天主教16世纪末传入福建，清光绪九年（1883年）成立福州、厦门两个教区；有20多个市县的天主教堂进行正常宗教活动。其中以福州市泛船浦圣多明我主教座堂和长乐城关天主堂最为著名。全省天主教徒集中分布在福州和宁德两市，1994年福州市天主教友人数突破20万人，其中长乐區约8万人，以及鼓樓區、臺江區、倉山區、晉安區、馬尾區、平潭县、福清市加起來共约3-4万人。

#### 道教
福建道教廟觀與職業道士始自唐代，發展於南宋，衰落於清乾隆年間，有道士數千人。道士信奉的神明有不少，著名的有：妈祖，福州及闽江流域的臨水夫人，泉漳地區的開漳聖王、青山王、保生大帝、張真君。

#### 伊斯兰教
福建的穆斯林主要分布在泉州、厦门、福州、邵武等4个城市及其周围一些县，多为历史上留居福建的外国穆斯林的后代以及近年来移居福建的中国外省穆斯林。这4个城市各有一座清真寺，泉州灵山有圣墓。

#### 摩尼教（明教）
福建在唐代曾有明教法师在福州、長溪（今寧德市霞浦縣）、泉州等地活动，农村中教众较多，并以其“光明与黑暗战斗”的理论，在农民起义中起过一定作用，故为历代统治者所不容，被视为“邪堂”、“异端”而遭镇压。泉州附近尚保存中国仅有的摩尼光佛石雕和有关石刻3方，霞浦县境内留存有柏洋乡上万村的摩尼教石雕造像和盐田畲族乡北洋村的飞路塔，福建境内最早的明教寺庙是位于霞浦县上万村的乐山堂，已于2006年毁于台风桑美。中国现存两座明教寺庙均位于福建，一座是位于福州台江区的“浦西福寿宫”，福州明教信徒至今還有保留根據明教規矩來做法事，同時也是唯一既有原始建築和按明教規矩做法事的寺廟。另一座则是位于泉州晋江市华表山之麓的草庵，但現泉州信徒已按照漢傳佛教規矩來做法事，明教規矩法事已徹底消失。另外，福建境内留存有目前世界篇幅最大的明教汉文文献集霞浦文书，对明教的研究具有重大的价值。

#### 民间信仰
- 海神媽祖崇拜属于道教的范畴，诞生于北宋时期福建沿海，全球信徒有一亿多人，主要分布在華南沿海的福建、廣東一帶及台灣和東南亞。福建莆田的湄洲岛是媽祖聖地，每年都有各地大量信徒来拜山朝聖。

- 临水夫人是福建闽江流域最广的信仰。因源于福州，故福州信徒视其为乡里的守护神；其他地区的信徒，以其能护佑生产，则多视其为妇女、儿童的保护神。随着福州人传到海外，其信众远播世界各地。临水夫人祖廟位於福州十邑，今寧德市古田縣的大橋鎮。每年都有大量的台灣、港澳、美洲等地區的信眾前來朝聖。

- 清水祖師、保生大帝、雙忠神、張真君、青山王、顯應祖師、廣澤尊王、霞海城隍等泉漳各地鄉土神信仰，亦隨著泉漳人的播遷，在台灣與南洋等地都得到相當大的發展。

#### 宗教院校
- 福建佛学院
- 闽南佛学院
- 福建神学院

## 戏曲
福建的戏曲包括闽剧（福州）、芗剧（漳州）、梨园戏、高甲戏（泉州）、莆仙戏（莆田）、木偶戏（傀儡戲、布袋戲）及汉剧等24个剧种。

## 飲食

### 闽菜
中國八大菜系之一，其中福州菜是閩菜的代表，但民間也有根據地域而劃分為分为泉州菜、漳州菜、厦门菜、三明菜、邵武菜等类型。由於福建地处东南沿海、盛产多种海鲜，使其长于烹饪海鲜。閩菜除了一般調味料外，還有蝦油、蝦醬、酸杏等；又較突出『糟』味，有紅糟、白糟、糟等之別，味道方面，注重清鲜、酸、甜、咸、香，在宴席中最后一道菜一般都是时令青菜，取“清菜”之意。製湯則有『一湯十變』之譽，烹調方法上以溜、蒸、炒、煨、最為常見，著名的菜餚有佛跳牆、荔枝肉、魚丸、紅糟雞、閩生果、淡糟香螺片、雞湯汆海蚌等。
- 福州菜：歷史上以閩縣與侯官縣为中心，口味清淡，偏於酸甜，其湯鮮味美，富于多種變化。
- 闽南菜：即台灣菜之經緯，善用甜香，講究佐料，尤其使用醬料沾食之菜色較多。
- 閩西菜：稍偏鹹辣，具有濃厚山區的風味。

### 工夫茶
英語中茶葉一詞「tea」，以及德語「Tee」、法語「thé」、西班牙語「té」和意大利語「tè」，即來源于閩語閩南片泉漳話「茶」字的白讀發音（白話字：tê），與宋元時泉州為「東方第一港埠」有密切關係。福建的茶類，以安溪鐵觀音茶，福安坦洋工夫茶及武夷山大紅袍，最為著名。

## 工艺品
- 福州脱胎漆器
- 福州寿山石刻
- 福州软木画
- 泉州惠安石雕
- 泉州德化陶瓷

## 建筑
特色建筑如南靖，永定土楼、壽寧廊桥等。

### 古墓葬
福州市
| 古墓                 | 時代      | 地方                             |
| -------------------- | --------- | -------------------------------- |
| 黄干墓               | 南宋      | 福州市晋安区岭头乡江南竹村       |
| 张经墓               | 大明      | 福州市鼓楼区洪山                 |
| 严复墓               | 大清      | 福州市仓山区阳歧                 |
| 福州戍守台湾将士墓群 | 大清      | 福州市马尾区亭江镇闽安村         |
| 闽宣陵               | 闽国      | 福州市晋安区战坂                 |
| 林纾墓               | 1924年    | 福州市晋安区新店镇过溪村         |
| 谢肇淛墓             | 大明      | 福州市长乐区营前镇下洋村大象山麓 |
| 陈修园墓             | 大清      | 福州市长乐区江田镇环山村         |
| 李纲墓               | 宋        | 福州市闽侯县荆溪                 |
| 黄乃裳黄乃模墓       | 大清~民国 | 福州市闽清县坂东湖头村           |
| 郑侨墓               | 南宋      | 福州市永泰县梧铜镇潼关村         |
| 林森藏骨塔           | 1926年    | 福州市连江县琯头镇青芝山         |
| 陈第墓               | 大明      | 福州市连江县浦口镇官岭村戈沃山   |
| 江继芸墓             | 大清      | 福州市平潭县北厝乡田美村         |

厦门市
| 古墓     | 時代 | 地方               |
| -------- | ---- | ------------------ |
| 陈化成墓 | 大清 | 厦门市思明区金榜路 |

莆田市
| 古墓     | 時代 | 地方                     |
| -------- | ---- | ------------------------ |
| 郑樵墓   | 宋   | 莆田市白沙               |
| 李富墓   | 宋   | 莆田市城厢区常太镇长基山 |
| 林兆恩墓 | 大明 | 莆田市城厢区华亭镇苦溪村 |
| 蔡襄墓   | 宋   | 莆田市仙游县枫亭         |

三明市
| 古墓       | 時代 | 地方                               |
| ---------- | ---- | ---------------------------------- |
| 岩前百阶塚 | 大元 | 三明市三元区岩前镇岩前村           |
| 杨时墓     | 宋   | 三明市将乐县水南                   |
| 黄慎墓     | 大清 | 三明市宁化县翠江镇北郊             |
| 伊秉绶墓   | 大清 | 三明市宁化县曹坊乡上曹村           |
| 泰宁尚书墓 | 大明 | 三明市泰宁县梅口乡水际村长滩人形山 |

泉州市
| 古墓                 | 時代     | 地方                                   |
| -------------------- | -------- | -------------------------------------- |
| 王用汲墓             | 大明     | 泉州市丰泽区东海街道法石社区海印山南   |
| 陳慶鏞墓             | 大清     | 泉州市丰泽区北峰街道北峰社区塔后村后山 |
| 李光地墓             | 大清     | 泉州市安溪县蓬莱镇新坂村柏叶林         |
| 泉州明代丁氏回族墓群 | 大明     | 泉州市丰泽区圣墓村                     |
| 王审邽墓             | 唐       | 泉州市丰泽区新铺村皇绩山               |
| 弘一法师舍利塔       | 1952年   | 泉州市洛江区清源山上                   |
| 俞大猷墓             | 大明     | 泉州市晋江市磁灶镇苏按村               |
| 丰州古墓群           | 西晋－唐 | 泉州市南安市丰州镇旭山村、桃源村等     |
| 吳仁祿墓             | 唐       | 泉州市惠安县螺阳镇盘龙村               |
| 王潮墓               | 唐       | 泉州市惠安县螺阳镇盘龙村               |
| 施琅墓               | 南宋     | 泉州市惠安县黄塘乡虎窟村               |
| 施世纶墓             | 大清     | 泉州市惠安县黄塘镇顶庭山               |
| 回族郭仲远墓         | 大明     | 泉州市惠安县百崎乡下埭村               |
| 刘锜墓               | 宋       | 泉州市安溪縣參內鄉員潭村               |
| 太王陵               | 五代     | 泉州市安溪縣金穀鎮河美村蜈蚣山麓       |
| 太子墓塔             | 大清     | 泉州市安溪縣湖頭鎮湖二村妙峰山南麓     |

漳州市
| 古墓     | 時代 | 地方                           |
| -------- | ---- | ------------------------------ |
| 陈元光墓 | 唐   | 漳州市芗城区浦南镇石鼓山       |
| 李伯瑶墓 | 唐   | 漳州市芗城区浦南镇渡东村虎形山 |